# Club Balonmano Zonzamas
El Club Balonmano Zonzamas, más conocido como Zonzamas y, en la actualidad, por patrocinio, Zonzamas Plus Car Lanzarote, es un equipo español de balonmano de la ciudad de San Bartolomé en Lanzarote, que actualmente su equipo principal, el femenino, milita en la División de Honor Femenina.

## Historia
Aunque en su origen el club se denominó Club Balonmano San Bartolomé, se registró oficialmente como Club de Balonmano "Zonzamas" y fue fundado en 1985. Sus primeros días datan de 1974, donde un grupo de amigos iban a las instalaciones del Instituto de Arrecife a jugar. En 1976 empezó el equipo femenino a tomar parte en algunas competiciones pero, la falta de competición oficial, llevó al traste ese primer equipo. 
Con Antonio Navarro Grimón al mando, el club dio sus primeros pasos, como Club Balonmano San Bartolomé. Posteriormente se denominó Club Balonmano San Bartolomé Ajeí y, finalmente, Club Balonmano Zonzamas, al que se unieron varios nombres de la época como Alonso González, Jesús Manuel de León y Juan Ramón de Leal, a la postre primer presidente oficial del club.
Los primeros años sólo el equipo senior masculino fue el que sostuvo, siendo las categorías inferiores y el equipo femenina senior conjuntos que fueron apareciendo y desapareciendo en el organigrama deportivo del club. El equipo masculino llegó a Segunda División Nacional en 1985, año de la fundación oficial del club.Por aquella época sólo eran 65 jugadores federados (el municipio tenía unos 5000 habitantes). Llevaba el equipo Felix Hernández Saavedra.
Tras algunos años en la segunda división nacional el club consiguió tracción y, a la sombra del histórico A.D. Vifirehati, en 1994 las escuelas empiezan a conseguir mantenerse.Por aquél entonces, la isla contaba con varios clubes más, como el San José Obrero, el Teguise y el Tahiche, que empezaban a poblar el balonmano base local.

### La generación dorada
A finales de siglo se formó una generación mágica que consiguió tres campeonatos de España seguidos. El Electrisol Zonzamas levantó el título nacional desde 1997 a 1999 en diferentes categorías (cadete femenino en 1997 y el juvenil femenino en 1998 y 1999).

### Asceso a División de Honor Plata
Tras una gran temporada, el Novasol Costa del Sol de Suso Gallardo y el Zonzamas de Casimiro Tejera llegaban igualados a puntos y con opciones para lograr el ansiado ascenso. El equipo batatero se imponía por 28 a 26 al andaluz y formaría parte en la 2015/16 de la segunda división nacional.

### Ascenso a División de Honor
En la temporada 2020/21 se produjo el ascenso a la máxima división española, la Liga Guerreras Iberdrola. Tras proclamarse primera de su grupo de la División de Honor Plata, el equipo batatero jugó la fase de ascenso, en la que se enfrentó al Sant Quirze, al Sporting La Rioja y el Club Balonmano Bolaños. Pero sólo consiguió mantenerse una temporada, bajando en la 2021/22. Tras varios años en la segunda división española volvió a ascender en la 2024/25.

### Nombres históricos
- Electrisol Zonzamas (1997-1999)[9]
- Lanzarote Zonzamas (2018-2021)
- Zonzamas Cicar Lanzarote (2021-2023)
- Plus Car Zonzamas Lanzarote (2023-)

## Directiva
Juan José Rivera Ortega es el presidente desde el 2022 y ex entrenador del club. Sustituyó a Manuel de León, con el que el club consiguió varios ascensos (entre ellos su participación en la Liga Guerreras Iberdrola) Manuel de León, por su parte, sustituyó a Juan Ramón de León Tejera, primer presidente del club.

## Palmarés

### Títulos
- Campeón de Segunda División (2015)
- Campeón de División de Honor Plata (2021)
- Campeón de División de Honor Oro (2025)

### Galardones
- Mejores clubes de España de balonmano base (2014)[15]

## Patrocinadores

### Patrocinadores principales
- Plus Car
- Dirección general de Deportes del Gobierno de Canarias[16]
- Cabildo de Lanzarote[17]
- Ayuntamiento de San Bartolomé
- SPEL[18]

## Cancha
| Pabellón                                           | Lugar     | Años  |
| -------------------------------------------------- | --------- | ----- |
| Pabellón Municipal de San Bartolomé, San Bartolomé | Lanzarote | 1985– |

## Temporada a temporada
| Temporada | Cat. | Categoría               | Pos. | Logros                             |
| --------- | ---- | ----------------------- | ---- | ---------------------------------- |
| 2014-15   | 3    | Primera nacional        | 1.º  | Ascenso a División de Honor Plata  |
| 2015-16   | 2    | División de Honor Plata |      |                                    |
| 2016-17   | 2    | División de Honor Plata |      |                                    |
| 2017-18   | 2    | División de Honor Plata |      |                                    |
| 2018-19   | 2    | División de Honor Plata | 9.º  |                                    |
| 2019-20   | 2    | División de Honor Plata | 7.º  |                                    |
| 2020-21   | 2    | División de Honor Plata | 1.º  | Ascenso a Liga Guerreras Iberdrola |
| 2021-22   | 1    | División de Honor       | 14.º | Descenso a División de Honor Oro   |
| 2022-23   | 2    | División de Honor Oro   | 4.º  |                                    |
| 2023-24   | 2    | División de Honor Oro   | 5.º  |                                    |
| 2024-25   | 2    | División de Honor Oro   | 1.º  | Ascenso a Liga Guerreras Iberdrola |
| 2025-26   | 1    | División de Honor       |      |                                    |

## Equipo

### Equipo de División de Honor Oro
Temporada 2024-25
| - 15. Agustina López Santamarina - 7. Brenda Roger - 8. Ingrid Roger - 24. Nahomi Márquez - 40. Daniela Jerónimo - 66. Lorena Zarco - 14. Pauli Fernández - 23. Paula García Locay | Guardametas - 1. Valentina Menucci - 18. Alicia Robles Extremos - 6. Marie Louis - 10. Gleinys Reyes - 29. Claudia Kaulback - 88. Magdalena (Taty) Masseu Pivotes - 27. Isabel Colías - 17. Luna Voncîna - 19. Irene Botella |

#### Altas y bajas 2025/2026
| - Alicia Robles, desde el Aula Valladolid - Marie Louis, desde el Bera Bera - Pauli Fernández, desde el Atlético Guardés - Claudia Kaulback, desde el Balonmano Porriño - Paula García Locay, desde el Balonmano Morvedre - Daniela Jerónimo, desde La Calzada - Lorena Zarco, desde el Balonmano Morvedre - Madalena (Taty) Masseu, desde el Lanzarote Puerto del Carmen | - 18. Mireia Torras - 5. Luana Schallmey - 15. Ainhoa García - 28. Andrea Claramonte Serrano - 4. Mary Sánchez (Retirada) - 25. Gabriela Romero |